# 法若貞
法若貞，字玉符，山東膠州人，清朝政治人物、進士出身。

## 生平
順治二年（1645年）舉乙酉科山東鄉試，順治三年（1646年）聯登丙戌科二甲進士，授禮科給事中。轉任兵科給事中、吏科給事中等。有《諫垣疏稿》一卷。

## 親屬
胞弟法若真，同榜進士。